# Midas Carrera Team
Midas Carrera Team, hasta 2018, Midas Racing Team, es un equipo argentino de automovilismo. Fue creada en 2005 bajo el nombre de Palermo Hollywood Racing, por iniciativa del Juninense Sergio Raffaeli y del ingeniero Ignacio «Nacho» Palacios y con el propósito de participar en Top Race V6. Tras la separación de la sociedad Raffaelli-Palacios a fines de 2007, el equipo quedó en manos del primero, quien lo rebautizó como Midas Racing Team, presentándose a partir de 2008 y quedando este como nombre definitivo de la escudería. 
Su constante participación en Top Race V6 desde 2008 la ha convertido en una de las escuderías más importantes en la historia de la misma. A pesar de no haber obtenido ningún título dentro de la misma, supo albergar bajo su techo a pilotos campeones como Emiliano Spataro, Agustín Canapino o Matías Rodríguez. En 2020 ingresó de forma independiente al Súper TC 2000 con dos Toyota Corolla.

## Historia

### Antecedentes
A fines de 2004, el empresario y expiloto argentino Alejandro Urtubey anunció la compra del paquete accionario de la categoría Top Race, con el fin de idear un nuevo concepto de división en el cual los pilotos fuesen protagonistas, más por sus cualidades conductivas que por el medio mecánico con el cual competían. Su idea, contempló la creación de un parque automotor 100% artesanal, con vehículos fabricados y desarrollados sobre un mismo bastidor e impulsados con un sistema mecánico único e igual para todos. De esta manera, vio la luz en el año 2005 el Top Race V6 y de primer momento varias estructuras acercaron su interés por participar.
Entre aquellos interesados por formar parte de esta nueva categoría se encontraba el ingeniero Ignacio Palacios, quien se mostró atraído por la temática ofrecida por Urtubey y su nueva categoría. Por tal motivo, se asoció con Sergio Raffaeli con quien cimentó las bases para crear su nueva escudería. En aquel torneo presentación, varias escuderías se presentaron como representantes de los tradicionales equipos de fútbol de la Primera división del fútbol argentino, sin embargo Palacios y Raffaeli decidieron ingresar representando en este caso, a uno de los barrios más exclusivos de la ciudad de Buenos Aires: Palermo Hollywood. Para completar su equipo, ambos socios adquirieron un chasis con carrocería símil Ford Mondeo II a cuyo mando pusieron al expiloto de Fórmula 1, Gastón Mazzacane y otro con carrocería símil Alfa Romeo 156 el cual fue confiado a Franco Lorenzatti. De esta forma, nació la escudería Palermo Hollywood Racing. En su primer año de participación, el equipo no mostró gran potencial, cerrando Mazzacane en la 19.ª colocación, con 34 unidades cosechadas.
En 2006, el equipo se renueva presentando una apuesta muy importante. En esta temporada, el equipo hizo debutar en la categoría a la marca BMW recibiendo apoyo de la red de concesionarios oficiales y ampliando su cupo de participantes. A la presencia inicial de Mazzacane se le sumaron luego las del excampeón Ernesto Bessone II y Mariano González Cono, quienes cargaron con la responsabilidad de hacer debutar a los nuevos BMW Serie 3 E90, homologados por la categoría. Sin embargo, la prematura salida de Mazzacane y los continuos cambios de nombres en la plantilla de pilotos (se sumaron Carlos Okulovich y Luis José Di Palma para cubrir suplencias) sumados a la baja productividad deportiva exhibidos por los coches de esa marca en general, hicieron mella en el proyecto cerrando el año con un alejado 14º puesto de Bessone como mejor posición y replanteando las cosas para la temporada siguiente. En el año 2007, el equipo decide renovarse poniendo en pista dos unidades Volkswagen Passat V y continuando con uno de los BMW Serie 3. Para pilotearlos fueron convocados Ernesto Bessone (que continuaba dentro del equipo), Crispín Beitía y Pablo Bulla. A pesar de la intención de renovar la apuesta, nuevamente el recambio de nombres (Pablo Bulla se alejó luego de la quinta fecha y su lugar fue ocupado por Sebastián Diruscio, mientras que Lucas Armellini suplantó por una competencia a Ernesto Bessone), sumado nuevamente a la baja productividad de sus pilotos, volvieronn a dejar una mala impresión de cara a asegurar la continuidad del proyecto.

### Nace el Midas Racing Team
Para fines de 2007, la situación del Palermo Hollywood estaría sentenciada, ya que su director deportivo Nacho Palacios comenzaría a perfilar un nuevo proyecto dentro del TC 2000, por lo que de común acuerdo con su socio Sergio Raffaeli, tomaron la decisión de dividir la sociedad creada en 2005, quedándose Raffaeli con todo el paquete accionario del equipo. De esta manera, el Palermo Hollywood Racing dejaría de existir y comenzaría a gestarse una nueva estructura para ocupar su lugar. Para su presentación en 2008, Raffaeli primeramente decidiría renovar íntegramente su escudería, adquiriéndole a TRV6 dos nuevos chasis con carrocerías símil Peugeot 407, cuyas conducciones les sería confiadas a los pilotos Juan Cruz Álvarez y Lucas Armellini. Al mismo tiempo, el hecho de quebrar la sociedad con Palacios daría lugar a un cambio de denominación en la escudería, para lo cual se inspiraría en el personaje mitológico Midas, un rey que convertía en oro todo lo que tocaba. Esto daría pie a la creación del nuevo nombre de la escudería, la cual pasaba a denominarse Midas Racing Team y al mismo tiempo, definiría los colores distintivos para sus unidades, siendo estos inicialmente de color negro en la mitad inferior y dorado en la mitad superior. Para esta nueva etapa, el equipo decide contar con la atención del ingeniero Maximiliano Juárez en los chasis de las unidades, mientras que la dirección deportiva le sería confiada al exkartista Luis «Yiyi» Arbotto. Este equipo iniciaría el campeonato con Álvarez y Armellini al comando de dos Peugeot 407, sin embargo a las 5 fechas el equipo sufre su primera modificación, con el reemplazo de Armellini por Ricardo Risatti III, quien a su vez haría su presentación a los mandos de un Mercedes-Benz C-203. Por otra parte, el equipo sería elegido por Top Race para concretar el debut exclusivo en la categoría del piloto japonés Hiroki Yoshimoto, experimentado competidor en categorías de drift, que se sumaba a la escudería para participar al comando de un Ford Mondeo II, de la primera edición de la competencia especial denominada Carrera del año. La temporada mostraría a Juan Cruz Álvarez como principal referente del equipo en la categoría, sin embargo poca sería la cosecha, culminando en la 22ª colocación con 53.00 puntos.

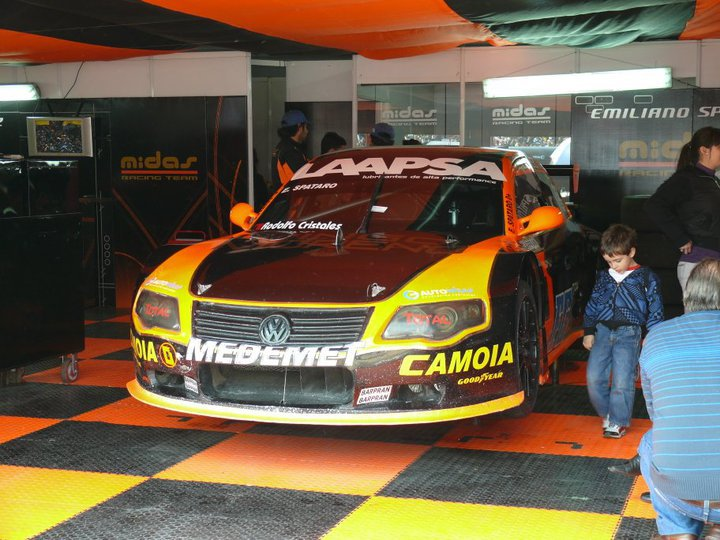
Volkswagen Passat V utilizado por Emiliano Spataro.

El Midas se hizo con los servicios del vigente campeón Emiliano Spataro, quien ingresó para competir al comando de un Volkswagen Passat V, acompañando a Juan Cruz Álvarez, quien continuaba en el equipo sobre un C-203. Por primera vez, el equipo desarrolla una temporada sin alteraciones en su alineación, llegando además a llevarse su primera victoria de la mano de Spataro. A pesar de no haber conseguido retener el título obtenido por el piloto de Lanús, el equipo mejora su rendimiento, llevando a sus integrantes a cerrar el año en los primeros diez.

### Primeras luchas por el título
Top Race desarrolló dos campeonatos en esta temporada iniciando el primer semestre con la Copa América 2010, donde nuevamente Spataro y Álvarez son confirmados en sus respectivas unidades. El equipo se muestra victorioso de la mano de Spataro, aunque no le alcanzaría para disputarle el título al Sportteam. Para el semestre siguiente, se tuvo pensado el desarrollo de un campeonato bianual, el cual terminaría quedando descartado a raíz del cambio de fiscalización que efectuara Top Race en 2011, al dejar la Asociación Corredores de Turismo Carretera, para pasar a la órbita de la Confederación Deportiva Automovilística Sudamericana (CODASUR). Durante el segundo semestre de 2010, el Midas poco pudo hacer ante la embestida del Sportteam y su piloto Agustín Canapino, quien se llevó cinco de las seis carreras organizadas y el campeonato de ese semestre. A pesar de ello, Spataro ganó la carrera restante, lo que le permitiría finalmente quedarse con el subcampeonato.
En 2011 el equipo se mostró nuevamente como candidato a llevarse el título, logrando dos victorias repartidas entre sus pilotos y cerrando finalmente el año con el tercer puesto de Emiliano Spataro.
Para la temporada siguiente, el Midas se arma con dos Volkswagen Passat CC de nueva generación para Spataro y Álvarez. Por otro lado, el equipo decide incursionar en las divisionales intermedias, primeramente en el Top Race Series, donde el equipo puso en pista el Mercedes-Benz C-203 ex-Álvarez, para cuya conducción fue convocado inicialmente el joven Augusto Scalbi, quien termina abandonando el equipo luego de sus dos primeras apariciones. Sobre mediados de torneo se suma Javier Manta para competir con esta unidad, corriendo el mismo destino que su antecesor. En segundo término, dentro de la Top Race Junior el equipo alcanza un acuerdo con el piloto salteño Alfredo Lestard, para atender y poner en pista su unidad Chevrolet Vectra II, sin éxito alguno. En este año se obtuvieron dos victorias alcanzadas por Juan Cruz Álvarez.

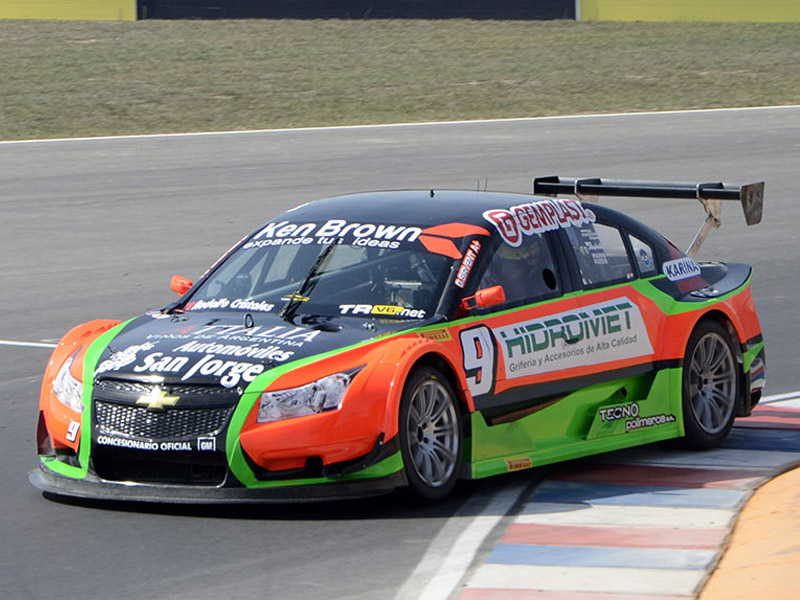
Germán Sirvent, piloto del equipo Midas en 2013.

Por primera vez el equipo modifica su alineación en la clase mayor después de cuatro años, debido a la partida de Emiliano Spataro. En esta oportunidad, la escudería agranda su plantel con las incorporaciones de Germán Sirvent y Esteban Guerrieri, para acompañar a Álvarez. Asimismo, «Yiyi» Arbotto recibe una oferta para integrar el equipo Schick Racing, por lo que se despide del Midas, tomando el propio Sergio Raffaelli su lugar como director deportivo del team. Inicialmente son dispuestas dos unidades Volkswagen Passat CC para Álvarez y Sirvent y un Ford Mondeo III para Guerrieri. Con el correr de las fechas, Sirvent reemplazaría su unidad por un Chevrolet Cruze, mientras que Guerrieri haría lo propio cambiando la suya por un Volkswagen.
Sobre finales del campeonato, Sirvent se alejaría de la escudería pasando al GT Racing. En la divisional Series, se destacaría el ingreso de Lucas Ariel Guerra, quien al comando inicialmente de un Mercedes-Benz C-203 y más tarde de un Ford Mondeo III, se llevaría dos victorias y cerraría el año en la quinta colocación. Asimismo, tuvo una breve incursión dentro de la categoría TC Pista en ese 2013 de la mano del piloto zarateño Julián Falivene.
Álvarez se marchó al equipo Schick Racing para la temporada 2014. Su Passat pasó a las manos de Ricardo Risatti III, mientras que el Mercedes-Benz fue utilizado por Luis José Di Palma y Gonzalo Montenegro en algunas fechas. Risatti logró tres podios para el equipo.

### El paso de dos campeones
Para la siguiente temporada, el Midas contrató a Agustín Canapino, quien venía de obtener cinco títulos consecutivos en el TRV6. Su principal coequipero fue Martín Ponte. Canapino fue subcampeón en aquella temporada a pesar de haber ganado siete de las 18 carreras. Fue quien más puntos logró en el año, pero no hizo lo propio en el play-off, quedando el título en manos de Matías Rodríguez. El equipo redujo su participación en otras divisionales a participaciones esporádicas.
Canapino volvió al Sportteam y fue justamente Rodríguez quien tomó su asiento en el Midas en 2016, con un Mercedes-Benz C-204. Por otra parte, Bruno Etman fue su compañero. Sin victorias ese año, Rodríguez finalizó en el quinto puesto en campeonato general. del TRV6.
En 2017, el equipo no contó con un plantel de pilotos estable. Inició José Manuel Urcera y luego lo remplazó Martín Ponte. Juan Cruz Acosta, quien corrió casi toda la temporada de TR Series con Midas, participó en una competencia del TRV6, al igual que Maximiliano Juan. Este fue el último año del equipo con participación en la divisional inferior al V6. Acosta y Lucas Ariel Guerra fueron los representantes de la escudería en la temporada 2018, estrenando dos Toyota Camry. El primero no lograría ningún punto en las nueve carreras en las que fue parte, y Guerra logró un cuarto como mejor puesto.
Guerra continuó un año más y Matías Rodríguez retornó a la estructura juninense para 2019. Ambos devolvieron al Midas a la victoria con una cada uno y finalizaron dentro del top 10 al finalizar el campeonato.

### Súper TC 2000
En 2020, el Midas Carrera Team ingresó al Súper TC 2000 con dos unidades Toyota Corolla y con Valentín Aguirre y Ricardo Risatti III como pilotos. Este último logró el primer podio del equipo en la tercera fecha del campeonato y repitió dos más tarde.